# آسیاب سرخ
آسیاب سرخ (انگلیسی: The Red Mill) یک فیلم کوتاه کمدی به کارگردانی  راسکو آرباکل است که در سال ۱۹۲۷ منتشر شد.

## گزیدهٔ بازیگران
- ماریون دیویس
- اوون مور
- لوئیز فازندا
- جرج سیگمن
- کارل دین
- راس پاول
- اشنیتز ادواردز
- ویلیام اورلاموند
- فرد گمبل
- کی دسلیس
- سلی آیلرس